# Сребрна седефица
Сребрна седефица (лат. Issoria lathonia) лептир је из породице шаренаца (лат. Nymphalidae).

## Опис
Дужина предњих крила износи 19—23 mm. Врста се лако распознаје по закривљењу на спољној маргини код нерва v1b, и нерва v8, као и по маркантним седефним мрљама на доњој страни задњих крила (отуда и име седефица). Код гусеница преовлађује браон боја, са слабо израженим светлијим пољима. Лутка је исте боје као и гусеница, у подручју између груди и абдомена има два карактеристична бела поља. 
- Мужјак
- Мужјак. Доња страна
- Женка
- Женка. Доња страна

## Распрострањење и станиште
Врста је распрострањена од запада Европе, преко северне Африке и централне Азије до Хималаја и западне Кине. Према зоогеографској припадности, сребрна седефица је европскопланинска врста. Сребрна седефица насељава осунчана отворена ливадска станишта од обале мора до преко 2.000 метара надморске висине.

## Сезона лета
Ова врста презимљује у свим развојним стадијумима. Јавља се у три годишње генерације (триволтна врста), почев од марта до краја октобра.

## Подврсте
Сребрна седефица обухвата следеће подврсте:
- (Gray, 1846) (Himalaya, Yunnan)
- (Fruhstorfer, 1909) (China)
- Reuss, 1925 (Szetschuan)